# Anisiya Neborako
Anisiya Neborako –en ruso, Анисия Неборако– (10 de enero de 1997) es una deportista rusa que compitió en natación sincronizada. Ganó tres medallas de oro en los Juegos Europeos de Bakú 2015.

## Palmarés internacional
| Juegos Europeos | Juegos Europeos   | Juegos Europeos | Juegos Europeos   |
| Año             | Lugar             | Medalla         | Prueba            |
| --------------- | ----------------- | --------------- | ----------------- |
| 2015            | Bakú (Azerbaiyán) | Medalla de oro  | Solo              |
| 2015            | Bakú (Azerbaiyán) | Medalla de oro  | Equipo            |
| 2015            | Bakú (Azerbaiyán) | Medalla de oro  | Combinación libre |